# Tschechische Badmintonmeisterschaft 2013
Die Tschechische Badmintonmeisterschaft 2013 fand vom 1. bis zum 3. Februar 2013 in Most statt.

## Medaillengewinner
| Disziplin    | Gold                        | Silber                          | Bronze                            |
| ------------ | --------------------------- | ------------------------------- | --------------------------------- |
| Herreneinzel | Petr Koukal                 | Jakub Bitman                    | Pavel Florián                     |
| Herreneinzel | Petr Koukal                 | Jakub Bitman                    | Jan Fröhlich                      |
| Dameneinzel  | Kristína Gavnholt           | Lucie Černá                     | Kateřina Tomalová                 |
| Dameneinzel  | Kristína Gavnholt           | Lucie Černá                     | Zuzana Pavelková                  |
| Herrendoppel | Josef Rubáš Jaroslav Sobota | Petr Hošek Marek Teller         | Jan Jirásek Daniel Skrčený        |
| Herrendoppel | Josef Rubáš Jaroslav Sobota | Petr Hošek Marek Teller         | Pavel Florián Ondřej Kopřiva      |
| Damendoppel  | Hana Milisová Lucie Černá   | Monika Erbenová Martina Vacková | Zuzana Jeřichová Veronika Koldová |
| Damendoppel  | Hana Milisová Lucie Černá   | Monika Erbenová Martina Vacková | Lucie Kolářová Veronika Úblová    |
| Mixed        | Jakub Bitman Alžběta Bášová | Jiří Provazník Hana Milisová    | Ondřej Král Zuzana Jeřichová      |
| Mixed        | Jakub Bitman Alžběta Bášová | Jiří Provazník Hana Milisová    | Pavel Drančák Hana Kollarová      |